# فرانز كايزر
فرانز كايزر (بالألمانية: Franz Kaiser)‏ هو عالم فلك ألماني، ولد في 25 أبريل 1891 في فيسبادن في ألمانيا، وتوفي بنفس المكان في 13 مارس 1962.